# Asplenium atrovirens
Asplenium atrovirens är en svartbräkenväxtart som först beskrevs av William Jackson Hooker, och fick sitt nu gällande namn av Bak. Asplenium atrovirens ingår i släktet Asplenium och familjen Aspleniaceae. Inga underarter finns listade.